# М'ятний соус
М'ятний соус — це зелений соус, приготований з дрібно нарізаного листя м'яти.
Існує безліч різних видів м'яти, але найширше використовується в західній кулінарії м'ята кучерява або Mentha spicata, що росте в Середземномор'ї і широко культивується у Великій Британії. Кучерява м'ята має смак сильніший і менш солодкий, ніж у м'яти перцевої. В'ється сорт дуже декоративно. Використовується для приготування традиційного м'ятного соусу до баранини, а також у супах, салатах та напоях. М'ята перцева має темно-зелене листя і використовується для ароматизації морозива, солодощів та кондитерських виробів.
У Великій Британії м'ятний соус (англ. Mint sauce) є одним із класичних соусів, його готують зі свіжої м'яти. з оцтом та невеликою кількістю цукру. Іноді додають сік лайму.
У британській та ірландській кухні соус часто подають як приправу до печені з ягняти або будь-якого іншого смаженого м'яса, або, в деяких регіонах, з м'ятим горохом. Зазвичай його купують у готовому вигляді, і його легко можна знайти у британських продовольчих магазинах. М'ятне желе, густіше і солодше, є варіантом подачі до баранини, його також зазвичай купують у готовому вигляді.
Подібні зелені соуси на основі трав були поширені по всій середньовічній Європі, причому використання м'яти було поширенішим у французькій та італійській кухні того періоду, ніж в англійській. Але вони стали менш поширеними і в основному зникли в Європі у Новий час.

## Варіації
М'ятний чатні — це соус на основі м'яти в індійській кухні, який подають до закуски і страв на сніданок, таким як ідлі, дхокла тощо.. Його готують із подрібненого листя свіжої м'яти з різними інгредієнтами, такими як кінза, зелений перець чилі, лимонний сік (у північних частинах Індія) або тамаринд (на півдні Індії), сіль, смажений бенгальський грам та за бажанням сир.
У Тунісі аналогічний соус роблять із сушеної м'яти, і його можна подавати з мечуї, мулухією або як основу для вінегретної заправки. Сушена і свіжа м'ята також входить до складу кількох страв туніської кухні.
До складу м'ятних соусів можуть входити фрукти, наприклад, малина.

## Галерея

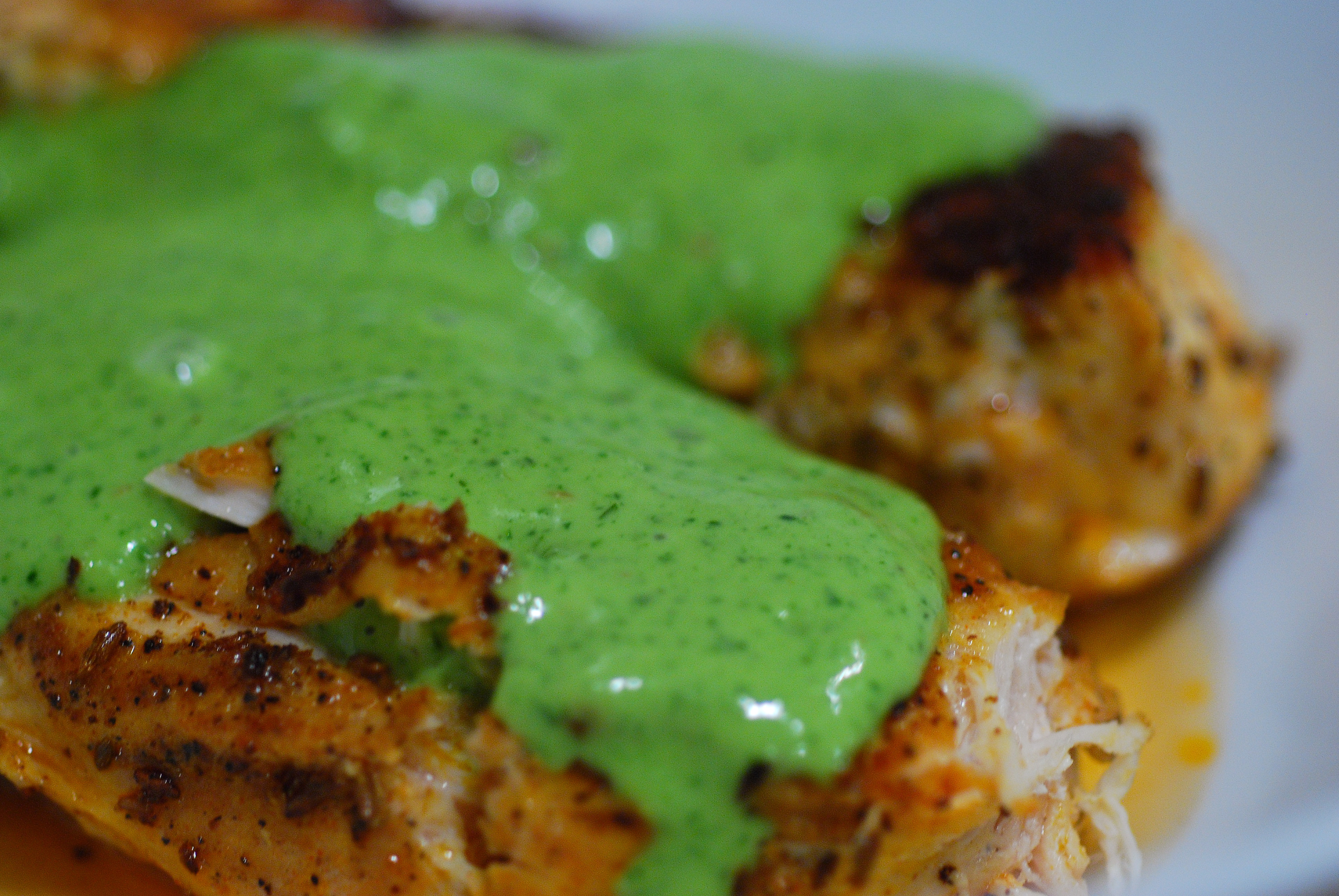
Соус із петрушки та м'яти на курці
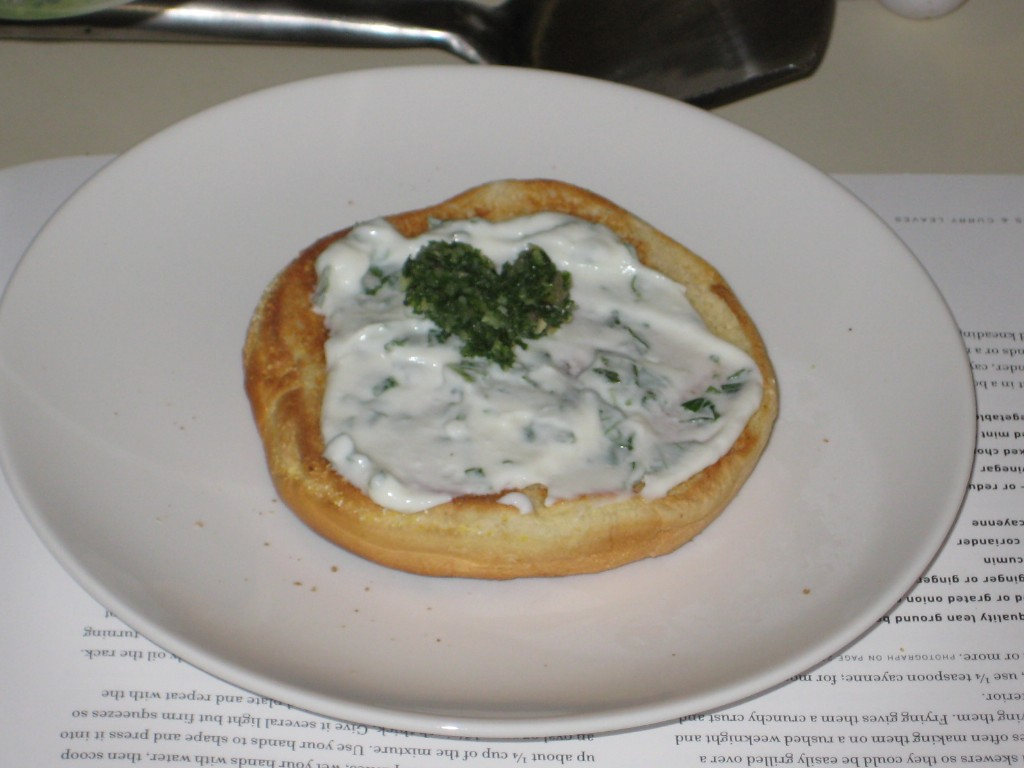
Йогуртово-м'ятний соус
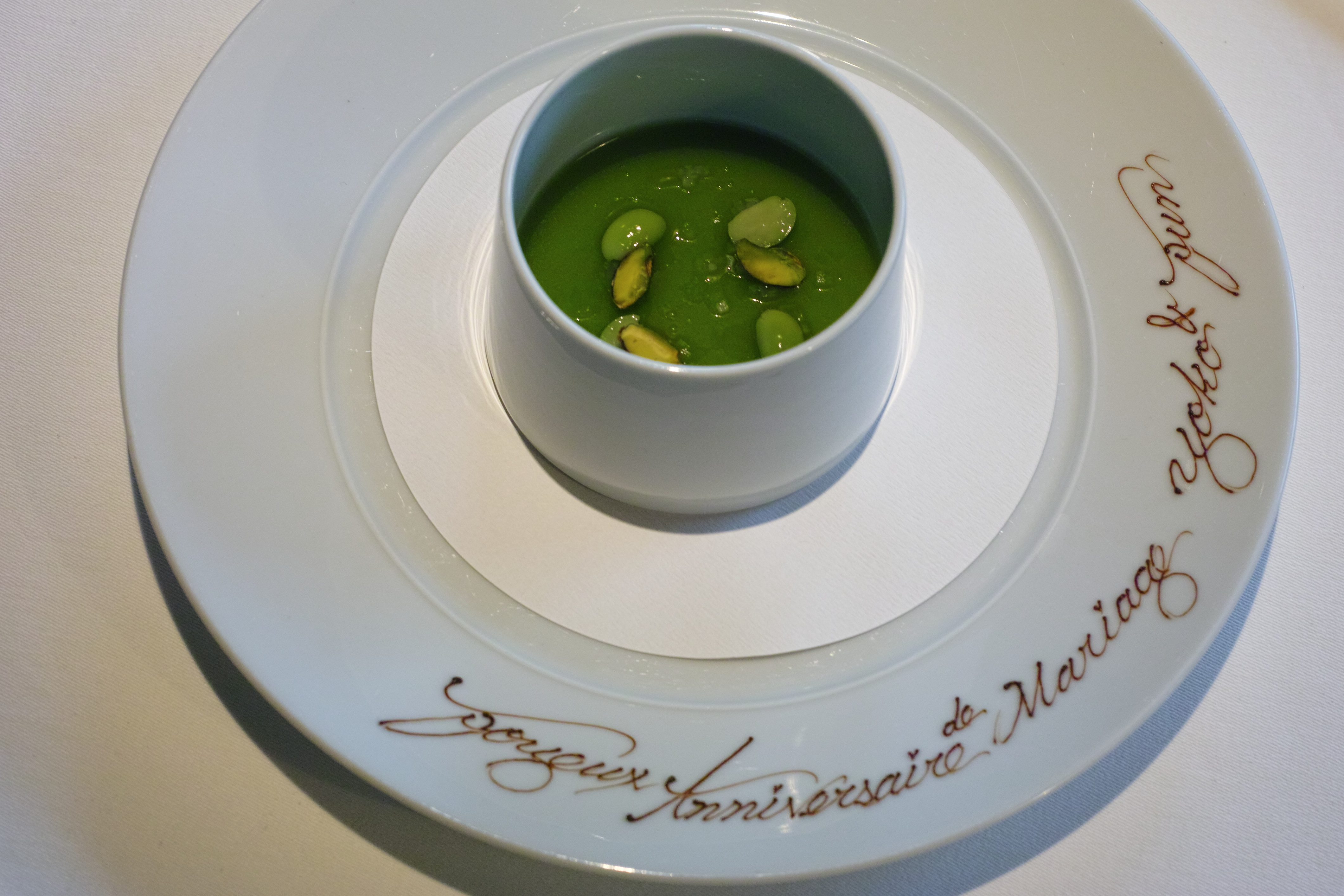
Пана-кота у м'ятному соусі
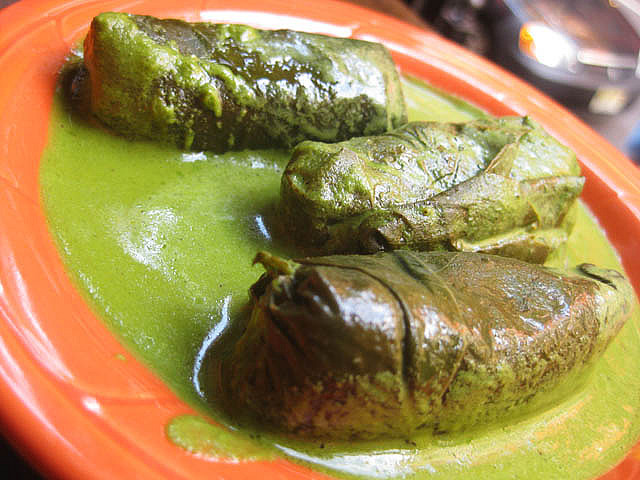
Фаршироване виноградне листя з йогуртово-м'ятним соусом